# Битто (сыр)
Битто (итал. Bitto) — твёрдый варёный прессованный сыр из коровьего молока (допускается добавление козьего), производимый в пределах долины Вальтеллина на севере Ломбардии у подножия Бернинских Альп. С 1996 года продукту присвоен статус PDO (Защищённое наименование места происхождения), возможно написание на итальянском языке — DOP (Denominazione di origine protetta) или маркировка национальным аналогом общеевропейского знака — DOC.

## Происхождение и производство
Cыр производится в провинциях Сондрио, Лекко и Бергамо. Одной из главных особенностей продукта является использование при его приготовлении молока, полученного только с июня по сентябрь, когда животные свободно пасутся на горных лугах на высоте 1400—2000 метров. Протокол министерства сельского хозяйства Италии, описывающий рецептуру защищённого продукта, допускает использование дополнительно до 3 килограмм в день сухой фуражной смеси из ячменя, кукурузы и сои. Этот же документ позволяет на усмотрение производителя добавлять в исходное сырьё до 10 % козьего молока. В смесь вводят сычужный фермент, и при температуре 48-52 °C она сворачивается. Творожную массу процеживают и помещают в вогнутые металлические пресс-формы. После просаливания сухим способом или в рассоле головки сыра весом от 8 до 25 килограммов отправляют на дозревание. Минимальный его срок составляет 70 или 90 дней. У молодого сыра мягкая пресная мякоть белого цвета, запах — лёгкий молочный. При данной рецептуре оптимальным считается дозревание от одного до трёх лет. Более зрелый сыр приобретает соломенный оттенок и характерную пикантность. Широко используется в кулинарии. Среди наиболее подходящих вин специалисты называют классический Кьянти.

## Bitto Storico, Storico Ribelle
В 2006 году из консорциума производителей Битто вышло сразу несколько участников, которые были не согласны с протокольными требованиями к рецептуре и границами защищаемой PDO территории. Они получили определённую известность, особенно благодаря поддержке социального движения Медленная еда, и начали выпускать сыр под названием Bitto Storico (≈ Битто исторический). Однако судебным решением им было запрещено использовать защищённое наименование, и с 1 сентября 2016 года продукт стал выходить под маркой Storico Ribelle (≈ Исторические мятежники). Принципиальными отличиями этого сыра от Битто PDO являются следующие тонкости: процесс доения не должен превышать 30 минут для сохранения естественного тепла молока и предотвращения появления болезнетворных бактерий, добавление 20 % козьего молока, кормление животных только дикорастущими травами в естественных условиях. Но главное — срок созревания свыше 10 лет. Сам процесс изготовления, таким образом, максимально приближен к пастбищам и происходит в небольших альпийских хижинах с минимальной автоматизацией и максимальным использованием ручного труда. Любые кормовые добавки, антибиотики, консерванты и отдельные ферменты при данном производстве запрещены. Такие условия экологической чистоты для современного промышленного производства практически недостижимы, при этом оно легко выигрывает в объёмах производства: Bitto POD в 2015 году был изготовлен в объёме в 12 раз превышающем Storico Ribelle. При этом, безусловно, стоимость двух продуктов также не сопоставима. Bitto Storico занял 4 место среди самых дорогих сыров. В 2013 году несколько двадцати килограммовых головок этого сыра 16-ти летней выдержки были проданы с аукциона покупателям из Гонконга по 245 Евро за килограмм.